# Machida-GION-Stadion
Das Machida-GION-Stadion (jap. 町田市立陸上競技場, Machida Shiritsu Rikujō Kyōgijō) ist ein 1990 eröffnetes Fußballstadion mit Leichtathletikanlage in der japanischen Stadt Machida, Präfektur Tokio. Es ist die Heimspielstätte des Fußballvereins FC Machida Zelvia, der momentan in der J1 League, der höchsten Liga des Landes, spielt. Die Anlage hat ein Fassungsvermögen von 15.489 Personen.
Das Stadion ist auch als Nozuta Stadium (jap. 野津田競技場, Nozuta Kyōgijō) bekannt, da es sich auf dem Gelände des Nozuta Park (jap. 野津田公園, Nozuta Kōen) befindet. Das Stadion wird auch für Rugbyspiele und Leichtathletikveranstaltungen genutzt.